# Michael Evans (Schauspieler, 1971)

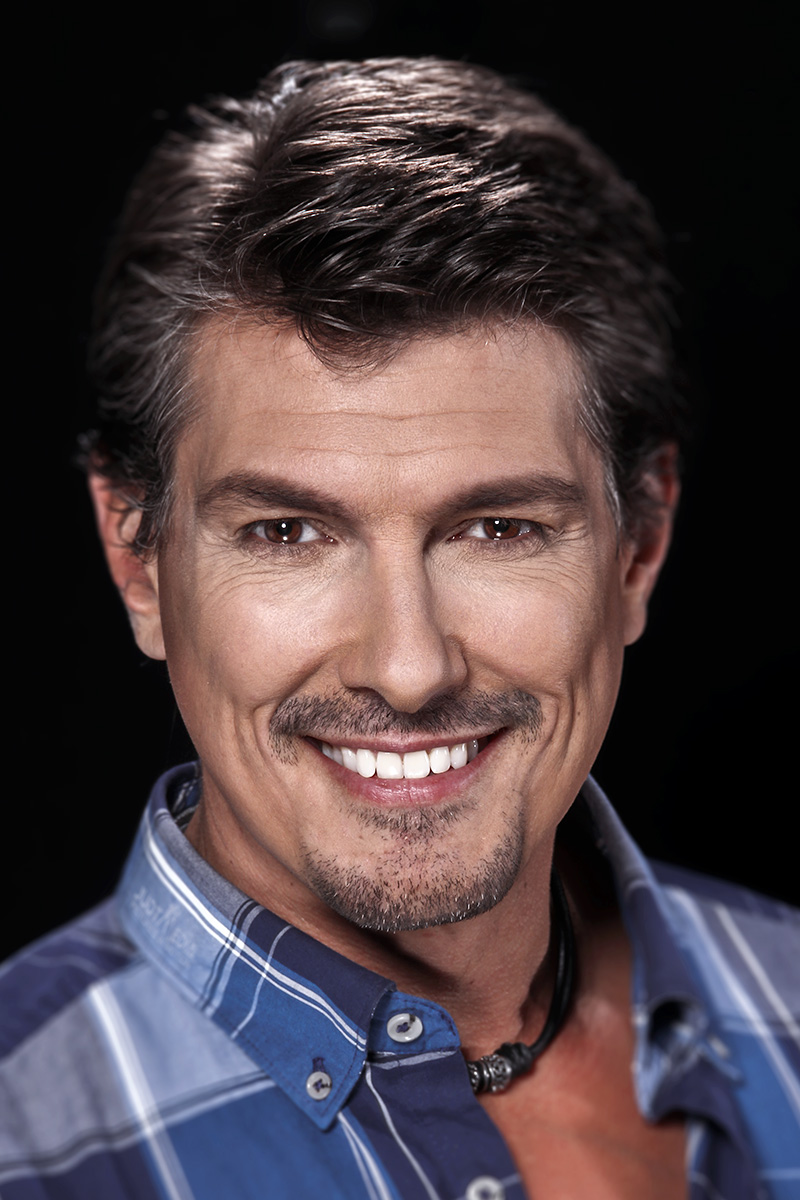
Michael Evans 2013

Michael Evans (* 21. Februar 1971 in Los Angeles, Kalifornien) ist ein deutsch-US-amerikanischer Schauspieler und Model.

## Leben und Wirken
Michael Evans wurde durch seine Rolle als Tom Foster in Unter uns bekannt, den er von 1997 bis 2001 verkörperte. Anfang 1998 brachte er ein Musikalbum heraus.
Michael Evans wuchs mit vier Geschwistern in Culver City auf. Bereits mit 10 Jahren drehte er den ersten Werbespot. Seit Juli 1997 lebt er in Köln.
1999 brachte er die Single I Want You heraus, die es bis auf Platz 58 der deutschen Singlecharts schaffte. Am 15. November desselben Jahres folgte die zweite Single If You Leave, die sich jedoch nicht in den Charts platzieren konnte.